# سيمون أزولاي بيدرسن
سيمون أزولاي بيدرسن (بالدنماركية: Simon A. Pedersen)‏ (14 ديسمبر 1982 في الدنمارك - ) هو لاعب كرة قدم دانمركي في مركز الهجوم. شارك مع منتخب الدنمارك تحت 19 سنة لكرة القدم. أما مع النوادي، فقد لعب مع نادي إيسبيرغ ونادي توركو ونادي سيلكيبورج ونادي شيراغ يونايتد كيرلا وAkademisk Boldklub ‏ وBoldklubben af 1893 ‏ ونادي  فيون ‏.

## وصلات خارجية
- سيمون أزولاي بيدرسن على موقع قاعدة بيانات كرة القدم.إي يو (الإنجليزية)